# Вільям Барретт (філософ)
Вільям Крістофер Барретт (англ. William Christopher Barrett; 1913–1992) — американський філософ.

## З біографії
Був професором філософії у Нью-Йоркському університеті від 1950 до 1979 року. Він розпочав свою вищу освіту у Нью-Йоркському міському коледжі у віці 15 років, отримав диплом доктора філософії (Ph.D.) від Колумбійського університету. Він був редактором часопису Partisan Review, а пізніше літературним критиком місячника The Atlantic. Він добре відомий як автор філософських праць для нефахівців. Мабуть найбільш відомими його книгами є Ірраціональна людина: Огляд екзистенційної філософії та Ілюзія техніки, які продовжують видавати до цього дня.
Як і багато інших інтелектуалів свого покоління, Барретт певний час був близький до марксизму, перед тим як спрямувати свою енергію у русло ознайомлення широкого читача з європейськими напрямками у філософії, зокрема з екзистенціалізмом. Ірраціональна людина надалі залишається одним з найбільш доступних оглядів екзистенціалізму англійською мовою.
Упродовж багатьох років, Барретт був добрим другом поета Делмора Шварца. Він був знайомий з багатьма іншими літераторами свого часу, зокрема з Едмундом Вілсоном, Філіпом Равом та Альбером Камю. На нього мали великий вплив філософія Ніцше, К'єркеґора та Гайдеґґера. Він був редактором класичної праці Д.Т. Сузукі 1956 року Дзен Буддизм. У художній літературі, його смаки включали деяких російських письменників, зокрема Достоєвського.
Він був батьком Сюзан та Майкла Барреттів, чоловіком Джулієт Біґні Барретт та дідом Маделайн, Наталі, Кіґан, Кіри та Ріана. Барретт також був батьком Еллен (Нелл) Барретт зі свого другого шлюбу з Марґарет Меррік Бойс Барретт, а також дідом Джорджії та Клінтона.
Закон Баррета був названий на його честь: «не кожний, хто може прочитати твори вчених дослідників є експертом у ділянках, які обговорюються в цих творах» (ст. 99).

## Книги
- Що таке екзистенціалізм? (1947), Partisan Review, 1964 Random House: ISBN 0-394-17388-0
- Ірраціональна людина: Огляд екзистенційної філософії (1958), Doubleday, Anchor Books paperback (1962): ISBN 978-0-385-03138-7
- Філософія у двадцятому столітті (1962), 4 томи, Вільям Барретт та Генрі Д. Айкен, ред., Random House
- У час потреби: Форми уяви у двадцятому столітті (1972), Harper Bros. ISBN 0-06-131754-3
- Ілюзія техніки: Пошук значення у технологічній цивілізації (1979), Doubleday, ISBN 978-0-385-11202-4
- Ледарі: Пригоди серед інтелектуалів (1982), мемуари, Doubleday, ISBN 978-0-385-17328-5
- Смерть душі: Від Декарта до комп'ютера (1986), Doubleday, ISBN 978-0-385-17327-8

## Виноски
1. ↑  Swartz A. Open Library — 2007.
2. ↑  Faceted Application of Subject Terminology
3. 1 2 3  Freebase Data Dumps — Google.
4. 1 2 3  Чеська національна авторитетна база даних
5. ↑  Identifiants et Référentiels — ABES, 2011.
6. ↑  Бурман, Дж. Т.(2012). Нерозуміння мемів: Біографія ненаукового об'єкту, 1976—1999. Погляди на науку, 20(1), 75-104.  [Архівовано 17 листопада 2020 у Wayback Machine.] doi:10.1162/POSC_a_00057 (Це стаття з відкритим доступом, безкоштовна завдяки видавництву Массачусетського Технологічного Інституту.)